# Познань-Главный
Познань-Главный (пол. Poznań Główny, Poznań Główny Osobowy) — узловая пассажирская железнодорожная станция в Познани, в Великопольском воеводстве Польши. Имеет 10 платформ и 14 путей. Относится по классификации к категории А, т.е. обслуживает более 2 миллионов пассажиров ежегодно.
Станцию построили в 1848 году, когда город Познань (нем. Posen, Позен) был в составе Королевства Пруссия. Теперешнее главное здание вокзала построили в 2012 году.